# Заозерье (Хохловское сельское поселение)
Заозерье — деревня в Пермском районе Пермского края. Входит в состав Хохловского сельского поселения.

## Географическое положение
Деревня расположена в правобережной части Пермского района, на берегу Камского водохранилища, примерно в 7 км к юго-востоку от административного центра поселения, деревни Скобелевка.

## Население
| 2010 |
| ---- |
| 62   |

## Улицы
- Береговая ул.
- Заречная ул.
- Луговая ул.
- Песочный пер.
- Полевая ул.
- Светлая ул.
- Солнечная ул.
- Центральная ул.

## Топографические карты
- Лист карты O-40-65 Пермь. Масштаб: 1 : 100 000. Издание 1979 г.